# Lista de dubladores brasileiros de Os Simpsons
Esta é a lista de dubladores brasileiros que fazem as vozes dos personagens de Os Simpsons. Nas primeiras temporadas da série, o elenco de dublagem variou muito devido à troca de estúdios onde a produção era dublada. Os principais dubladores até a temporada 8 eram Waldyr Sant'anna, Selma Lopes, Peterson Adriano e Nair Amorim. Depois, Júlio Cézar Barreiros, Mariângela Cantú, Rodrigo Antas e Priscilla Amorim passaram a fazer parte do elenco. Por fim, os personagens Homer (antes dublado por Barreiros), Marge (antes dublada por Cantú) e Lisa (antes dublada por Amorim) tiveram seus dubladores substituídos, respectivamente, por Carlos Alberto Vasconcellos (que assumiu seu personagem ao dublá-lo no filme), Selma Lopes (que retornou ao papel) e Flávia Saddy.

## História
O primeiro elenco de dublagem da série foi escolhido por meio de um teste no qual os dubladores que concorriam eram divididos em três famílias, ou seja, conjuntos com alguns dubladores, um para cada membro da família principal — Homer, Marge, Bart e Lisa. O conjunto vencedor, que era a terceira família, era formado por Waldyr Sant'anna como Homer, Selma Lopes como Marge, Peterson Adriano como Bart e Nair Amorim como Lisa (Miguel Rosenberg também participou do teste como Sr. Burns, embora não fosse da família principal). Estes permaneceram até a oitava temporada.
Em 2007, quando a série estava na oitava temporada, um descaso contratual relacionado à venda de DVDs do seriado fez com que Waldyr Sant'anna processasse a Fox e fosse afastado do elenco. Com isso, foram feitas algumas modificações e testes no conjunto de dubladores. Sant'anna, então, foi substituído por Júlio Cézar Barreiros, que dublou Homer por seis temporadas; Mariângela Cantú foi escalada no lugar de Selma (entre as temporadas 24 e 26 também esteve no lugar de Selma Lopes) e tornou-se a voz de Marge por apenas uma temporada; Rodrigo Antas entrou no lugar de Peterson e é o atual dublador de Bart; e Priscila Amorim dublou Lisa no lugar de Nair. Waldyr ainda retornou na décima quinta temporada, mas deixou o personagem depois de três temporadas.
Depois de algumas substituições, o elenco principal foi alterado e Carlos Alberto Vasconcellos foi escalado como Homer (estreando no longa-metragem do seriado), Selma Lopes retornou à dublagem de Marge (momentaneamente, Miriam Teresa dublou o primeiro episódio da vigésima segunda temporada) e Flávia Saddy substituiu Priscilla na dublagem de Lisa. As mudanças no elenco, principalmente a substituição de Waldyr Sant'anna por Carlos Alberto Vasconcellos, chamaram muito a atenção do público, que criticou o trabalho de Vasconcellos. Carlos Alberto alterou o bordão de Homer, passando a chamar Bart de "zé ruela", forma como chamava seu filho desde que este tinha três anos.

## Elenco

### Personagens principais
| Personagem    | Dublagem | Ref          |
| ------------- | --- | ------------ |
| Homer Simpson | Waldyr Sant'anna (temporadas 1–8 e 15–18) Júlio Cézar Barreiros (temporadas 8–14) Carlos Alberto Vasconcellos (temporadas 18–presente e filme)                                   | [ 4 ] [ 10 ] |
| Marge Simpson | Selma Lopes (temporadas 1–8, 13–24, 26–presente e filme) Mariangela Cantú (temporadas 8–9 e 24–26) Nelly Amaral (temporadas 9–13) Miriam Teresa (1.º episódio da 22.ª temporada) | [ 4 ] [ 11 ] |
| Bart Simpson  | Peterson Adriano (temporadas 1–8) Rodrigo Antas (temporadas 8–presente e filme)                                                                                                  | [ 4 ] [ 12 ] |
| Lisa Simpson  | Nair Amorim (temporadas 1–8) Priscila Amorim (temporadas 8–13) Flávia Saddy (temporadas 14–presente e filme)                                                                     | [ 4 ] [ 13 ] |
| Vovô Simpson  | Arthur Costa Filho (temporada 1) Waldyr Sant'anna (temporadas 2–8 e 15–18) Júlio Cézar Barreiros (temporadas 8–14) Carlos Alberto Vasconcellos (temporadas 18–presente e filme)  | [ 4 ] [ 14 ] |

### Personagens secundários
| Personagem       | Dublagem | Ref.         |
| ---------------- | --- | ------------ |
| Krusty           | Marco Ribeiro (temporadas 1, 3 e 18) Isaac Schneider (temporada 4) Carlos Seidl (temporada 4) Renato Rosenberg (temporada 4) Marco Antônio Costa (temporadas 5 e 7) Gutemberg Barros (temporadas 8–14) Alexandre Moreno (temporadas 15–presente) Oberdan Júnior (em apenas um episódio) Pietro Mário (episódio "Capricha no Retrato") Jorge Lucas (em apenas um episódio) Guilherme Briggs (em apenas um episódio)                                         | [ 4 ] [ 15 ] |
| Waylon Smithers  | Nilton Valério (temporada 1) Francisco José (temporada 1) Leonardo José (temporadas 2–3) Alfredo Martins (temporadas 3–6) Marco Antônio Costa (temporadas 7–8) Carlos Seidl (temporadas 8–12) Júlio Chaves (temporadas 13–32 e filme) Jorge Vasconcellos (temporadas 33–presente) | [ 4 ] [ 15 ] |
| Montgomery Burns | Arthur Costa Filho (temporada 1) Miguel Rosenberg (temporadas 2–8, 18–27 e filme) Lauro Fabiano (temporadas 8–9) Júlio Cézar Barreiros (temporadas 9–14) Jomeri Pozzoli (temporadas 15–17) Mário Tupinambá (temporada 9) André Bellisar (temporadas 27–presente) | [ 4 ] [ 16 ] |
| Moe Szyslak      | Alfredo Martins (temporada 1) Pietro Mário (temporada 2) Jorge Vasconcellos (temporada 2) Orlando Prado (temporada 2) José Luiz Barbeito (temporada 2) Isaac Schneider (temporadas 3 e 4) Leonel Abrantes (temporada 4) Guilherme Briggs (temporadas 4 e 6) Maurício Berger (temporada 6) Leonel Abrantes (temporada 7) André Bellisar (temporadas 6, 7, 18, 25 e 26) Francisco Júnior (temporada 26) Mário Tupinambá Filho (temporada 7–presente e filme) | [ 4 ] [ 17 ] |
| Ned Flanders     | Eduardo Dascar (1.ª voz) Jorge Vasconcelos (2.ª voz) Marco Ribeiro (3.ª voz) Renato Rosenberg (4.ª voz) Isaac Schneider (5.ª voz) Guilherme Briggs (6.ª voz) Jorge Lucas (7.ª voz) Orlando Drummond (8.ª voz) Leonel Abrantes (9.ª voz; até 2020) Hércules Franco (10.ª voz; desde 2020) | [ 4 ]        |

### Videografia
- Rogério Vilela (28 de abril de 2023). OS SIMPSONS: CARLOS ALBERTO (HOMER) E SELMA LOPES (MARGE) - Inteligência Ltda. Podcast #815. Inteligência Ltda. Consultado em 20 de junho de 2024 – via YouTube